# 362420 Rolandgarros
362420 Rolandgarros è un asteroide della fascia principale. Scoperto nel 2004, presenta un'orbita caratterizzata da un semiasse maggiore pari a 3,0120568 au e da un'eccentricità di 0,1243003, inclinata di 11,21763° rispetto all'eclittica.